# NGC 6496
NGC 6496 est un amas globulaire situé dans la constellation du Scorpion à environ 36 850 a.l. (11,3 kpc) du Soleil et à 13 700 a.l. (4,2 kpc) du centre de la Voie lactée. Il a été découvert par l'astronome écossais James Dunlop en 1826.

## Caractéristiques
Selon la base de données Simbad, la vitesse radiale héliocentrique de cet amas est égale à −134,7 ± 0,3 km/s. William W. Harris indique une valeur un peu plus petite, soit −112,7 ± 5,7 km/s. Cet amas est très allongé, car son ellipticité est de 0,16.
Selon une étude publiée en 2011 par J. Boyles et ses collègues, la métallicité [Fe/H] de l'amas globulaire NGC 6496 est égale à -0,46 et sa masse est égale à 200 000{\displaystyle M_{\odot }}. Dans cette même étude, la distance de l'amas est aussi estimée à environ 11,3 kpc (∼36 900 al).
Deux valeurs  sont indiquées sur Simbad : -0,39 et -0,49. La valeur de la métallicité indiquée par Harris et par Boyles est de -0,46,, alors que celle indiquée par Forbes est de -0,70. Une métallicité comprise entre -0,70 et -0,46 signifie que la concentration en fer de NGC 6496 est comprise entre 20% et 35% de celle du Soleil. Après le Big Bang, l'Univers étant surtout composé d'hydrogène et d'hélium, la métallicité était pratiquement nulle. L'univers s'est progressivement enrichi en métaux (éléments plus lourds que l'hélium) grâce à la synthèse de ceux-ci dans le cœur des étoiles. La métallicité des amas du halo de la Voie lactée varie d'un centième à un dixième de la métallicité solaire, ce qui signifie que ces amas se décomposent en deux sous-groupes, les relativement jeunes et les vieux . Selon sa métallicité, NGC 6496 serait donc un amas relativement jeune et riche en métaux, âgé de 12,4 milliards d'années.

## Galerie

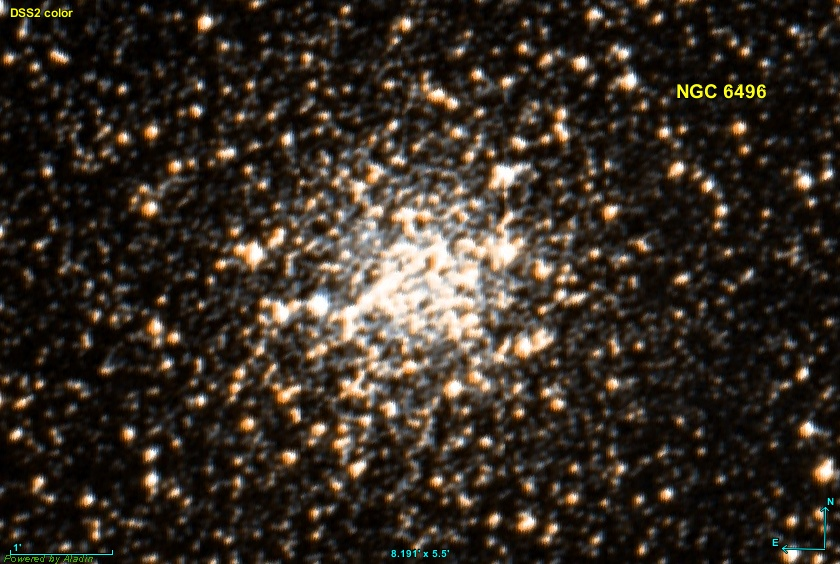
NGC 6496 par le relevé DSS.
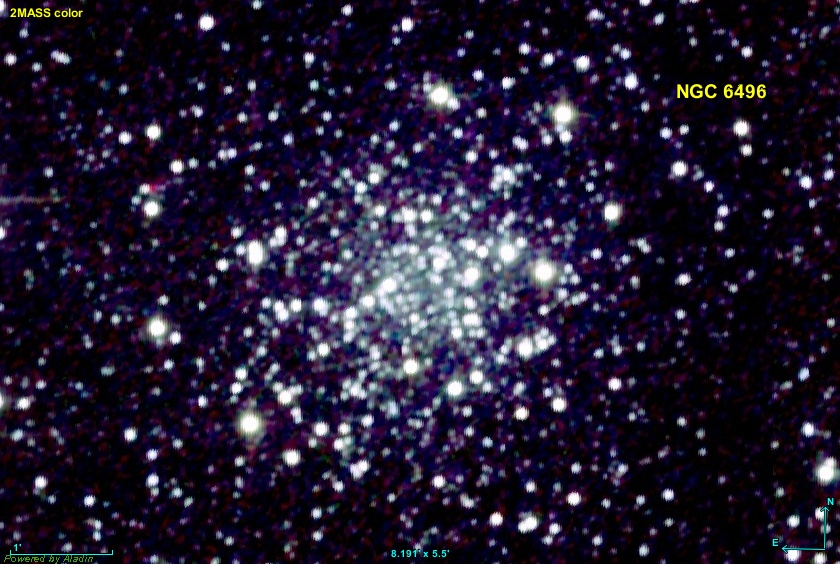
NGC 6496 en infrarouge par le relevé 2MASS.